# Batalla del Roure
La batalla del Roure (o també de Mont-roig, de la Muntanya Negra, de Sant Llorenç de la Muga, de Darnius o de Figueres) fou un conjunt de fets d'armes de la Guerra Gran, esdevinguts entre els dies 17 i 20 de novembre de 1794 entre els pobles de Darnius, Sant Llorenç de la Muga i Pont de Molins, a l'Alt Empordà, i que culminà als voltants de l'antic monestir de la Santa Maria del Roure (Pont de Molins), entre l'exèrcit francès, vencedor dels combats, i l'espanyol. Els exèrcits que s'hi enfrontaren estaven comandats pels generals Jacques François Dugommier, que hi va morir i fou substituït per Catherine-Dominique de Pérignon, per banda francesa, i Luis Fermín de Carvajal, comte de La Unión, que també hi morí, per banda espanyola.

## Antecedents
El govern espanyol va declarar la guerra a la República Francesa el 17 d'abril de 1793 en resposta a l'execució del rei Lluís XVI. L'exèrcit espanyol, sota el comandament del general Antonio Ricardos, va envair el Rosselló, per Sant Llorenç de Cerdans, amb uns 25.000 homes i un centenar de peces d'artilleria, i va ocupar el Pertús i la vall del riu Tec (Arles i Ceret), poc defensats. Poc després, però, es va retirar a les posicions inicials a conseqüència de la derrota a la batalla de Parestortes.
Després de la retirada de l'exèrcit espanyol del Rosselló i el Vallespir, arran de la derrotes l'1 de maig a la batalla del Voló, s'establí una línia defensiva que anava de Sant Llorenç de la Muga fins al cap de Creus. Al bell mig d'aquesta línia hi ha el pla del Roure, amb el monestir de la Mare de Déu del Roure, llavors ja abandonat, al municipi de Pont de Molins.
La Reial foneria de Sant Sebastià, destinada a la fabricació de munició d'artilleria, convertí Sant Llorenç de la Muga en un lloc d'alt interès estratègic, i per això havia estat punt d'entrada de l'exèrcit francès en iniciar-se la Guerra Gran, però com que estava defensat per pocs efectius la seva defensa va constituir tot un repte per al comandant espanyol, el comte de La Unión.

## Ordre de batalla
L'exèrcit francès disposava de 30.000 soldats, amb Augereau comandant l'ala dreta i Perignon el centre. L'exèrcit espanyol de Luis Fermín de Carvajal, comte de La Unión, constava de més de 45.000 soldats distribuïts en dues línies, 35.000 a la primera i 10.000 a la segona. L'ala esquerra, comandada pel tinent general Courten, tenia 10.000 soldats i defensava la zona de Sant Llorenç de la Muga, la muntanya de Santa Magdalena i Terrades. L'ala dreta, comandada pel general Joan Miquel de Vives i Feliu, tenia 12.000 soldats i defensava l'àrea que anava de Pont de Molins fins al mar. Finalment, el centre, comandat pel marquès de Las Amarillas, tenia 23.000 soldats i defensava el Roure.

## Batalla
Dugommier ordenà atacar la nit del 16 al 17 de novembre l'ala esquerra espanyola simultàniament al pont de Sant Sebastià, al costat de la foneria, i a la muntanya de Santa Magdalena, avançant cap a Terrades i buscant aïllar els soldats de Sant Llorenç de la Muga, de manera que el general Courten ordenà la retirada de les tropes a Llers. L'atac es combinà amb una doble ofensiva a l'ala dreta, una en direcció a Espolla i l'altra a Pont de Molins, a partir del pont de Campmany. L'atac francès fracassà per inferioritat numèrica, i l'artilleria espanyola bombardejà durament des de Capmany. La cavalleria espanyola i una brigada dirigida pel comte de Gant, un reialista francès que lluitava amb els espanyols, arribaren al campament francès de Cantallops, però els reforços, arribats des del coll de Banyuls els feren recular fins a les seves posicions inicials.

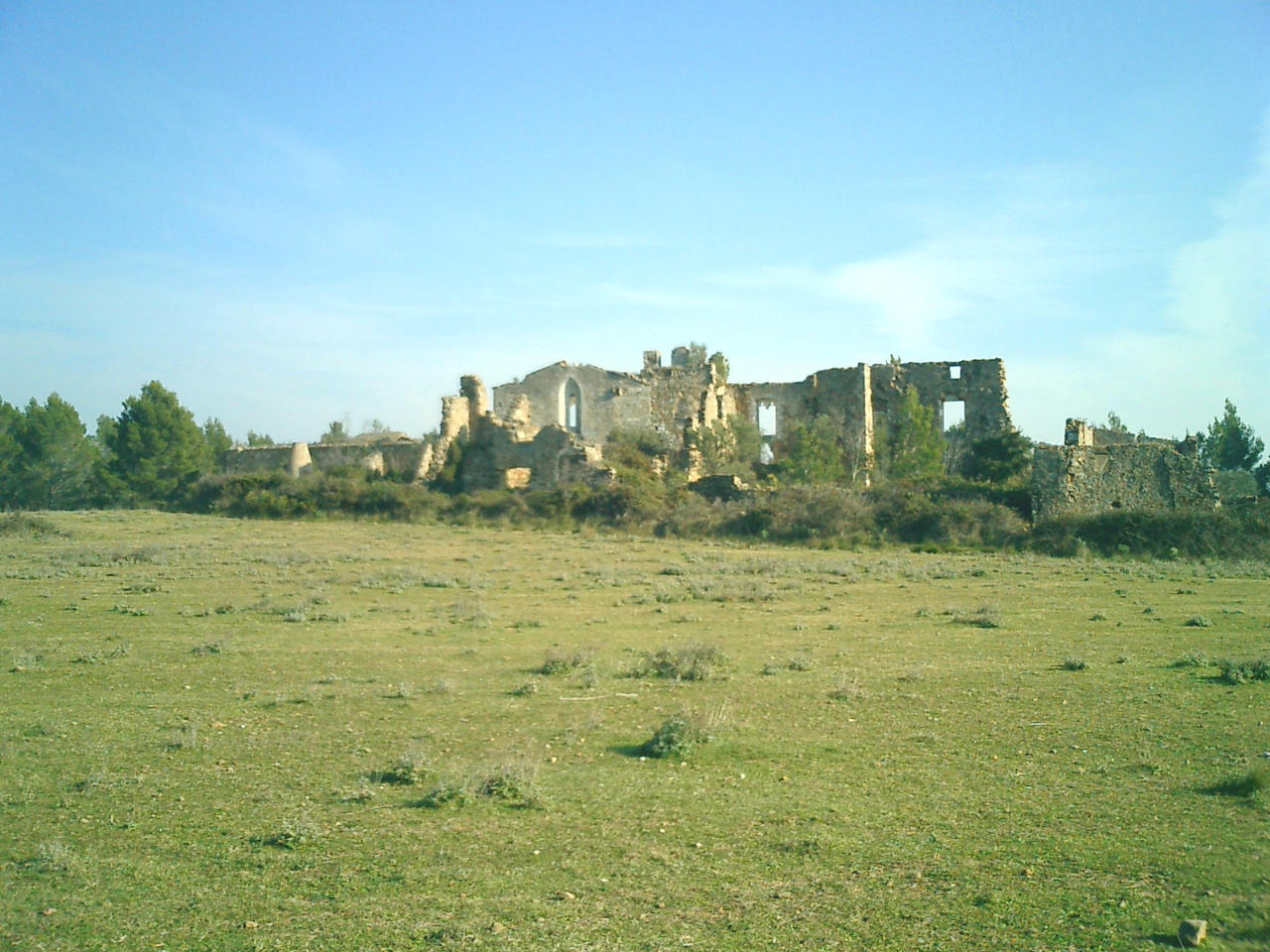
Restes del monestir del Roure

Mentre el general Dugommier supervisava els atacs finals sobre l'ala dreta espanyola des de la muntanya de Mont-roig, una bomba espanyola esclatà a sobre seu i morí instantàniament. El general Catherine-Dominique de Pérignon, que assumí el comandament de l'exèrcit francès, ordenà aturar l'ofensiva, tot i que els espanyols havien perdut l'ala esquerra, perquè mantenien intactes el centre i la dreta.
El 18 i 19 de novembre el nou comandant francès feu el seu consell de guerra a la Jonquera i els fronts es mantingueren calmats, fins que es va decidir a atacar directament el Roure avançant des de Mont-roig i a través del coll de la Marcera, al nord-oest dels espanyols. L'artilleria avançà seguint la vall del riu Ricardell per la carretera i, a l'arribar a Biure, s'enfilaren pel camí de la carena.
El 20 de novembre a trenc d'alba s'inicià l'atac amb una descàrrega de fuselleria que apuntava al coll de la Marcera. Els francesos es llançaren damunt dels soldats espanyols, que es varen retirar cap a la rereguarda, mentre l'artilleria francesa disparava contra els soldats espanyols. Un cop caiguda la primera línia defensiva, s'atacà la segona, a l'altre costat del camí de Biure a Pont de Molins. La tercera línia, al voltant del monestir, aprofitava els murs i marges de la propietat, i al final el mateix monestir, on lluitava el comte de La Unión. Els espanyols fugiren pel camí de Pont de Molins, mentre que del castell de Sant Ferran de Figueres no arribà cap auxili. A les tres de la tarda, els francesos iniciaren la maniobra d'encerclament del monestir, que fou abandonat pels espanyols. En la fugida, després d'intentar defensar un reducte amb una trentena de soldats a uns 300 metres del monestir, el comte de La Unión rebé un tret que li provocà la mort.

## Conseqüències
Catherine-Dominique de Pérignon capturà la ciutat de Figueres incruentament el 28 de novembre.